# Jacques Brault

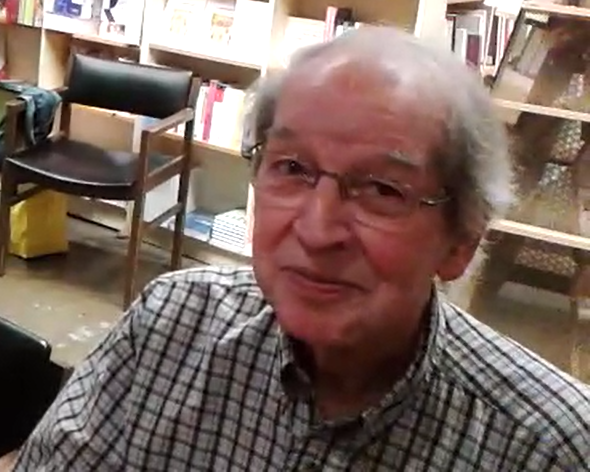
Jacques Brault

Jacques Brault (* 29. März 1933 in Montreal; † 20. Oktober 2022 in Cowansville, Québec) war ein kanadischer Dichter und Essayist französischer Sprache.

## Leben und Werk
Jacques Brault, der aus kleinen Verhältnissen stammte, studierte in Montreal, Poitiers und an der Sorbonne und lehrte von 1960 bis 1996 Französisch und Mediävistik an der Universität Montreal. Mit seinem Gedichtband Mémoire wurde er 1965 mit einem Schlag berühmt. Mitten in der Stillen Revolution formulierte er in einer lyrischen Sprache die kulturelle, soziale und wirtschaftliche Entfremdung der québecischen Bevölkerung. In den weiteren Dichtungen schraubte er den Stil auf eine nüchternere Sprache herunter, um der Sinn- und Hoffnungslosigkeit mit Stoizismus zu begegnen. In seinem Band Poèmes des quatre côtés von 1975 übertrug er John Haines (1924–2011), Gwendolin MacEwen (1941–1987), Margaret Atwood und E. E. Cummings in freier Form. Seine zahlreichen Essays sammelte er in drei Bänden. Sein kurzer Roman Agonie von 1985 gab zu zahlreichen Studien Anlass.

## Werke (Auswahl)

### Essayistik
- (Hrsg.) Alain Grandbois. P. Seghers, Paris 1968.
- Miron le Magnifique. Montreal 1969. (über Gaston Miron)
- Chemin faisant. Essais. Montreal 1975.
- La poussière du chemin. Essais. Montreal 1989.
- O saisons, ô châteaux. Chroniques. Montreal 1991.
- Chemins perdus, chemins trouvés. Essais. Montreal 2012.
- Images à Mallarmé. Montreal 2017.

### Poesie
- La Poésie ce matin. Grasset, Paris 1971.
- Poèmes I. Montreal 1986. («Mémoire». «La poésie ce matin». «L’en dessous admirable»)
- Poèmes. Montreal 2000. (gesammelte Gedichte 1965–1991)

### Roman
- Agonie. Roman. Montreal 1985, 1993.